# 多花剪股颖
多花剪股颖（学名：Agrostis myriantha）为禾本科剪股颖属下的一个种。